# تمر هندي (شراب)
التمر الهندي، هو مشروب يُستهلك في مصر وبلاد الشام ويتكون من التمر الهندي والماء والسكر. يتميز بنكهة مُحلاة ولذيذة ويحظى بشعبية خاصة خلال شهر رمضان، حيث يوفر مشروبًا منعشًا بعد الصيام.

## التحضير

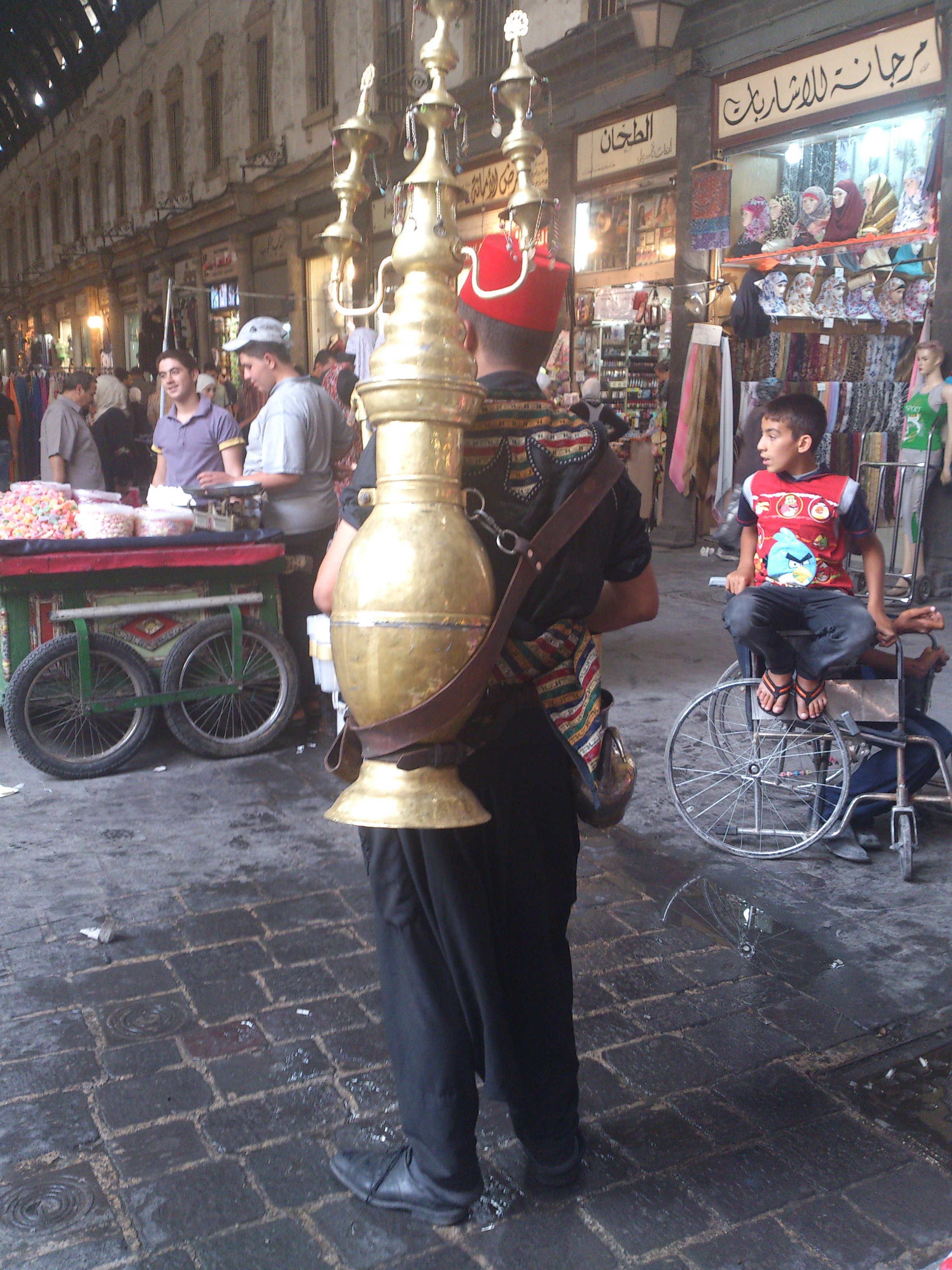
بائع تمر هندي متجول في شوارع دمشق

يتم تحضير شراب التمر الهندي في مصر عن طريق نقع التمر الهندي في الماء حتى يصبح طريًا، مما يسمح بإخراج عصيره بأكبر قدر ممكن. يتم بعد ذلك تصفية التمر الهندي المخفف، ويمكن تكرار هذه العملية عدة مرات لاستخراج أكبر قدر ممكن من النكهة. بعد التصفية، يًضاف السكر ويقلب حتى يذوب. ثم يتم تبريد المشروب وتقديمه مع الثلج.
وفي طريقة بديلة، يتم غلي التمر الهندي في الماء حتى يصبح طريًا، ثم يتم تصفيته ويُضاف كمية قليلة من ماء الزهر للنكهة ويًضاف المزيد من الماء والسكر لتعزيز النكهة. من أجل التقديم، يُخفَف شراب التمر الهندي المركز بالماء البارد وتعديل حلاوته قبل سكبه على الثلج.